# Inga Babakovová
Inga Alvidosivna Babakovová, rozená Butkusová (ukrajinsky Інга Альвідосівна Бабакова; * 27. června 1967 v Ašchabadu, Turkmenská SSR) je bývalá sovětská a později ukrajinská atletka litevského původu, jejíž specializací byl skok do výšky.
Třikrát se kvalifikovala na letní olympijské hry a vždy postoupila do finále. V roce 1996 vybojovala na olympiádě v Atlantě výkonem 201 cm bronzovou medaili. O čtyři roky později v australském Sydney skončila na 5. místě (196 cm). Na letních hrách 2004 v Athénách obsadila deváté místo (193 cm).
Pětkrát získala na mistrovství světa v atletice medaili. Nejcennější, zlatou získala v roce 1999 na šampionátu v Seville. Dvakrát skončila stříbrná a dvakrát bronzová.

## Osobní rekordy
- hala – 200 cm – 13. března 1993, Toronto
- venku – 205 cm – 15. září 1995, Tokio